# خاطرات خون‌آشام
خاطرات خون‌آشام (به انگلیسی: The Vampire Diaries) یک مجموعهٔ تلویزیونی فراطبیعی درام است که بین سال‌های ۲۰۰۹ تا ۲۰۱۷ در قالب ۸ فصل و ۱۷۱ قسمت پخش شد. این سریال توسط کوین ویلیامسون و جولی پلک بر اساس مجموعه کتاب‌هایی با همین نام، به نوشتهٔ ال جی اسمیت ساخته شده است و از شبکه سی‌دابلیو پخش می‌شد. این سریال برای فارسی زبانان با زیرنویس فارسی از شبکه ام بی سی پرشیا پخش شد.
خاطرات خون‌آشام یک مجموعه تلویزیونی آمریکایی درام نوجوانانه ماورایی است که توسط کوین ویلیامسون و جولی پلک ساخته شده و بر اساس مجموعه کتابی به همین نام نوشته ال. جی. اسمیت است. این مجموعه برای اولین بار در ۱۰ سپتامبر ۲۰۰۹ از شبکه CW پخش شد و در ۱۰ مارس ۲۰۱۷ به پایان رسید. این سریال در مجموع دارای ۱۷۱ قسمت در هشت فصل بود و به دلیل داستان‌های جذاب و شخصیت‌های پیچیده‌اش به سرعت مورد توجه مخاطبان قرار گرفت.
قسمت اول این سریال بالاترین میزان مخاطب را برای یک قسمت افتتاحیه در تاریخ شبکه CW از زمان تأسیس آن در سال ۲۰۰۶ به دست آورد. فصل اول این سریال به‌طور میانگین ۳٫۶۰ میلیون بیننده داشت و به پرتماشاگرترین سریال این شبکه تبدیل شد، تا زمانی که سریال ارو (مجموعه تلویزیونی) (Arrow) جای آن را گرفت. «خاطرات خون‌آشام» جوایز متعددی را به دست آورد که شامل چهار جوایز برگزیده مردم و چندین جوایز برگزیده نوجوانان می‌شود.
در آوریل ۲۰۱۵، بازیگر اصلی این سریال، نینا دوبرو، که نقش الینا گیلبرت را ایفا می‌کرد، تأیید کرد که پس از فصل ششم سریال را ترک خواهد کرد. او برای ضبط صداگذاری قسمت پایانی فصل هفتم بازگشت و در قسمت پایانی سریال به عنوان بازیگر مهمان حضور یافت. در مارس ۲۰۱۶، شبکه CW سریال را برای فصل هشتم تمدید کرد، اما در ژوئیه همان سال اعلام شد که فصل هشتم، شامل ۱۶ قسمت، آخرین فصل این سریال خواهد بود. موفقیت این سریال به ایجاد یک فرنچایز رسانه‌ای منجر شد که شامل مجموعه‌های تلویزیونی، وب‌سریال‌ها، رمان‌ها و کتاب‌های کمیک است. مجموعه تلویزیونی اصیل‌ها (The Originals) اولین ورودی مهم در این مجموعه از آثار مرتبط بود و بعداً اسپین‌آفی از اصیل‌ها به نام میراث‌ها (مجموعه تلویزیونی) (Legacies) نیز تولید شد.

## خلاصه
این سریال مقدمه‌ای بر داستان سریال اصیل‌ها است که داستان دو برادر خون‌آشام به نام‌های استفن و دیمن که دارای زندگی جاودانه هستند، قرن‌هاست میلشان برای نوشیدن خون انسان را مخفی کرده و میان مردم زندگی می‌کنند. آن‌ها قبل از اینکه اطرافیان متوجه عدم تغییر سن آن‌ها شوند، از شهری به شهر دیگر نقل مکان می‌کنند. اکنون آن دو به شهر ویرجینیا بازگشته‌اند، همان جایی که به خون‌آشام تبدیل شدند. استفن پسر شریفی است که خوردن خون انسان را برای خود ممنوع کرده است تا مجبور نباشد کسی را بکشد، اما همواره سعی می‌کند مراقب اعمال برادر شرورش، دیمن باشد. بعد از آمدن به ویرجینیای شمالی، طولی نمی‌کشد که استفن ...
مجموعه «خاطرات خون‌آشام» در شهر خیالی «مستیک فالز»، ویرجینیا، اتفاق می‌افتد؛ شهری که تاریخی پر از وقایع ماورایی دارد. داستان حول محور زندگی النا گیلبرت، دختری نوجوان که به تازگی والدین خود را در یک تصادف رانندگی از دست داده است، می‌چرخد. او عاشق یک خون‌آشام ۱۶۱ ساله به نام استفن سالواتوره می‌شود که ابتدا فکر می‌کند یک انسان عادی است. رابطه آن‌ها پیچیده‌تر می‌شود وقتی که برادر بزرگتر مرموز استفن، دیمون سالواتوره، به مستیک فالز بازمی‌گردد. دیمون قصد دارد عشق گذشته‌شان، کاترین پیرس، که بدل النا است را بازگرداند. اگرچه دیمون ابتدا به دلیل تبدیل شدنش به خون‌آشام توسط برادرش به او کینه دارد، اما در نهایت با استفن آشتی می‌کند و عاشق النا می‌شود و یک مثلث عشقی بین آن‌ها شکل می‌گیرد. هر دو برادر سعی می‌کنند از النا محافظت کنند در حالی که با دشمنان و تهدیدات مختلفی که متوجه شهرشان می‌شود، از جمله کاترین، روبرو می‌شوند.
داستان‌های فرعی مجموعه بر دیگر ساکنان شهر تمرکز دارد؛ از جمله برادر کوچکتر النا، جرمی گیلبرت، و عمه‌اش جنا سامرز، دوستان نزدیکش بانی بنت و کارولاین فوربز، دوستان مشترکشان مت داناوان و تایلر لاک‌وود، خواهر بزرگتر مت، ویکی داناوان، و معلم تاریخ و شکارچی خون‌آشام، آلاریک سالتزمن. سیاست‌های شهر توسط شورای بنیان‌گذاران هدایت می‌شود، که متشکل از نوادگان خانواده‌های مؤسس است: فِل‌ها، فوربزها، لاک‌وودها، گیلبرت‌ها، و سالواتوره‌ها. این شورا وظیفه دارد تا از شهر در برابر خون‌آشام‌ها و دیگر تهدیدات ماورایی مانند گرگینه‌ها، جادوگران، هیبریدها (گرگینه/خون‌آشام)، و ارواح محافظت کند.
گذشته برادران سالواتوره و تاریخ پر رمز و راز مستیک فالز همراه با اسرارش به تدریج از طریق فلاش‌بک‌ها در طول سریال فاش می‌شود. هر فصل از سریال به بررسی پیچیدگی‌های بیشتر روابط شخصیت‌ها و همچنین نبرد آن‌ها با نیروهای ماورایی مختلف می‌پردازد. داستان سریال با تمرکز بر عشق، خیانت، نبرد خیر و شر، و کشف هویت‌های پنهان در دنیای ماورایی شهر کوچک مستیک فالز به اوج می‌رسد.

## تولید
در ابتدا، کوین ویلیامسون علاقه‌ای به ساخت سریال «خاطرات خون‌آشام» نداشت، زیرا فکر می‌کرد داستان آن بسیار شبیه به رمان‌های «گرگ و میش» است. اما با اصرار جولی پلک، او شروع به خواندن کتاب‌ها کرد و به تدریج به داستان علاقه‌مند شد. ویلیامسون دربارهٔ این موضوع گفت: «متوجه شدم که این داستان دربارهٔ یک شهر کوچک است، دربارهٔ باطن آن شهر و آنچه که زیر سطح آن کمین کرده است.» ویلیامسون اعلام کرده بود که داستان شهر بیشتر از دبیرستان در مرکز توجه سریال قرار خواهد داشت.
در تاریخ ۶ فوریه ۲۰۰۹، مجله «ورایتی» اعلام کرد که شبکه CW تولید قسمت آزمایشی «خاطرات خون‌آشام» را با ویلیامسون و جولی پلک به عنوان نویسندگان اصلی و تهیه‌کنندگان اجرایی تأیید کرده است. در ۱۹ مه ۲۰۰۹، سریال رسماً برای فصل ۲۰۱۰–۲۰۰۹ سفارش داده شد. قسمت آزمایشی در ونکوور، بریتیش کلمبیا فیلمبرداری شد، اما بقیه فصل‌ها در کاوینگتون، جورجیا (که به عنوان شهر خیالی «مستیک فالز»، ویرجینیا در سریال ایفای نقش می‌کند) و دیگر مناطق اطراف آتلانتا فیلمبرداری شدند تا از مزایای مالیات محلی بهره‌مند شوند.
پس از موفقیت در رتبه‌بندی‌ها در نیمه اول فصل اول، سریال در ۲۱ اکتبر ۲۰۰۹ برای یک سفارش کامل ۲۲ قسمتی تأیید شد. در ۱۶ فوریه ۲۰۱۰، شبکه CW اعلام کرد که سریال را برای فصل دوم تمدید کرده است که در ۹ سپتامبر ۲۰۱۰ پخش شد. سریال برای فصل‌های بعدی نیز تمدید شد و تا فصل هشتم ادامه یافت. در ۲۳ ژوئیه ۲۰۱۶، اعلام شد که فصل هشتم شامل ۱۶ قسمت خواهد بود و آخرین فصل سریال خواهد بود. فصل نهایی در ۲۱ اکتبر ۲۰۱۶ آغاز شد و در ۱۰ مارس ۲۰۱۷ به پایان رسید.

## فصل‌ها و قسمت‌ها
| فصل   | قسمت | آغاز ساخت       | پایان ساخت   | بینندگان(در میلیون) |
| ----- | ---- | --------------- | ------------ | ------------------- |
| فصل ۱ | ۲۲   | ۱۰ سپتامبر ۲۰۰۹ | ۱۳ مه ۲۰۱۰   | ۳٬۶۶                |
| فصل ۲ | ۲۲   | ۹ سپتامبر ۲۰۱۰  | ۱۲ مه ۲۰۱۱   | ۳٬۱۷                |
| فصل ۳ | ۲۲   | ۱۵ سپتامبر ۲۰۱۱ | ۱۰ مه ۲۰۱۲   | ۲٬۸۱                |
| فصل ۴ | ۲۳   | ۱۱ اکتبر ۲۰۱۲   | ۱۶ مه ۲۰۱۳   | ۲٬۹۷                |
| فصل ۵ | ۲۲   | ۳ اکتبر ۲۰۱۳    | ۱۵ مه ۲۰۱۴   | ۲٬۶۸                |
| فصل ۶ | ۲۲   | ۲ اکتبر ۲۰۱۴    | ۱۴ مه ۲۰۱۵   | ۲٬۲۵                |
| فصل ۷ | ۲۲   | ۸ اکتبر ۲۰۱۵    | ۱۳ مه ۲۰۱۶   | ۱٬۷۷                |
| فصل ۸ | ۱۶   | ۲۱ اکتبر ۲۰۱۶   | ۱۰ مارس ۲۰۱۷ | ۱٫۱۵                |

## بازیگران اصلی
| بازیگر             | نقش                                             | توضیحات                                                                                                 |
| ------------------ | ----------------------------------------------- | --- |
| نینا دوبرو         | ۱) الینا گیلبرت ۲) کاترین پیرس ۳) آمارا ۴)تاتیا | معشوقه استفن و دیمن، همزاد کاترین پیرس، خواهر ناتنی جرمی ( فصل ۱ تا ۶ / قسمت آخر فصل ۸ به عنوان مهمان ) |
| پاول وسلی          | ۱) استیفن سالواتوره ۲) سایلاس تام هاروی         | یک خون‌آشام اخلاق مدار که تنها از خون حیوانات تغذیه می‌کند، برادر دیمن، همزاد سایلاس ( فصل ۱ تا ۸ )       |
| ایان سامرهلدر      | دیمن سالواتوره                                  | برادر استیفن، علاقه‌مند به خوردن خون انسان‌ها ( فصل ۱ تا ۸ )                                              |
| استیون آر. مک‌کوئین | جرمی گیلبرت                                     | برادر ناتنی و پسرعموی الینا، شکارچی خون‌آشام ( فصل ۱ تا ۶ / قسمت آخر فصل ۸ به عنوان مهمان )              |
| کاترینا گراهام     | بانی بنت                                        | دوست الینا و یک ساحره قدرتمند ( فصل ۱ تا 8 )                                                            |
| کندیس آکولا        | کرولاین فوربس                                   | دوست الینا و خون‌آشام تبدیل شده توسط کاترین ( فصل ۱ تا ۸ )                                               |
| زک روئریگ          | مت داناوان                                      | دوست الینا و برادر ویکی ( فصل ۱ تا ۸ )                                                                  |
| مایکل تروینو       | تایلر لاکوود                                    | دوست کرولاین ، یک گرگینه و نخستین دورگه کلاوس ( فصل ۱ تا ۸ )                                            |
| متیو دیویس         | الاریک سالتزمن                                  | معلم تاریخ دبیرستان و شکارچی خون‌آشام ( فصل ۱ تا ۸ )                                                     |
| مایکل مالارکی      | انزو                                            | یکی از خون‌آشام‌های آگوستین، تنها دوست دیمن، عاشق بانی بنت ( فصل ۵ تا ۸ )                                 |

## جوایز

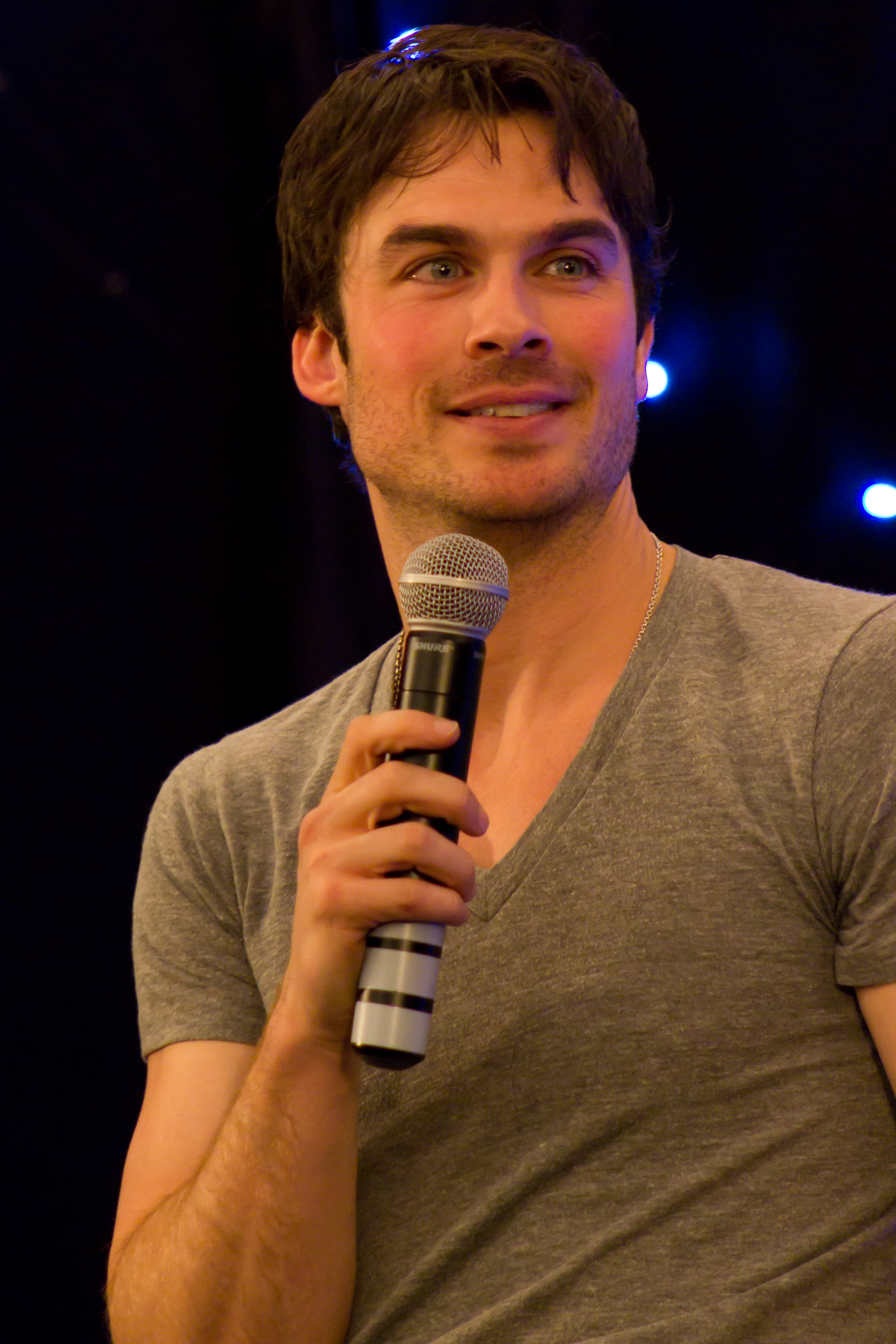
ایان سامرهلدر
توجه بسیاری از منتقدان و مخاطبان را به دست آورد و برنده چندین جایزه بازیگری شد.

۷ بار برنده‌‌‌‌ی جوایز برگزیدهٔ نوجوانان در سال ۲۰۱۰ شامل:
- سریال تلویزیونی برگزیده
- بهترین فانتزی/علمی-تخیلی (پل ویسلی)
- بازیگر زن سریال برگزیدهٔ فانتزی/علمی-تخیلی (نینا دوبرو)
- شرور برگزیدهٔ تلویزیون (ایان سامرهلدر)
- برنامه تلویزیونی تأثیرگذار
- مؤنث برگزیدهٔ تلویزیونی تأثیرگذار (نینا دوبرو)
- ستارهٔ مرد تلویزیونی تأثیرگذار (پل ویسلی).[۹][۱۰]

باقی نامزدها شامل:
- مرد جذاب برگزیده (ایان سامر هلدر)
- صحنه دزد برگزیده (کت گراهام).[۱۱]
- برندهٔ جایزهٔ برگزیدهٔ مردم برای سریال محبوب درام جدید در سال ۲۰۱۰
- نامزد جایزهٔ برگزیدهٔ مردم برای سریال محبوب فانتزی/علمی-تخیلی ۲۰۱۰[۱۲]
- نامزد جایزه ساترن برای بهترین سریال شبکهٔ تلویزیونی ۲۰۱۰[۱۳]
- برندهٔ جایزهٔ برگزیدهٔ مردم برای سریال محبوب درام جدید و سریال محبوب فانتزی/علمی-تخیلی در سال ۲۰۱۱ (برای ایان سامر هلدر)[۱۴]

۱۲ بار نامزد جوایز برگزیدهٔ نوجوانان در سال ۲۰۱۱ شامل:
- سریال برگزیدهٔ علمی-تخیلی
- بازیگر مرد سریال برگزیدهٔ علمی-تخیلی (پل ویسلی)
- بازیگر مرد سریال برگزیدهٔ علمی-تخیلی (ایان سامرهلدر)
- بازیگر زن سریال برگزیدهٔ علمی-تخیلی (نینا دوبرو)
- شرور برگزیدهٔ تلویزیون (جوزف مورگان)
- زن صحنه دزد (کت گراهام)
- مرد صحنه دزد (مایکل تروینو)
- زن جذاب (نینا دوبرو)
- مرد جذاب (ایان سامرهلدر)
- خون‌آشام جذاب (نینا دوبرو، پل ویسلی و ایان سامرهلدر).[۱۵]

۴ بار نامزد جایزهٔ برگزیدهٔ مردم در سال ۲۰۱۲ شامل:
- بهترین نمایش تلویزیونی درام
- بهترین سریال علمی-تخیلی
- بازیگر درام برای (ایان سامرهلدر)
- بازیگر درام برای (نینا دوبرو)

۹ بار نامزد جوایز برگزیدهٔ نوجوانان در سال ۲۰۱۲ شامل:
- سریال برگزیدهٔ علمی تخیلی
- بازیگر مرد برگزیدهٔ سریال علمی تخیلی (پل ویسلی)
- بازیگر زن برگزیدهٔ سریال علمی تخیلی (نینا دوبرو)
- بازیگر مرد برگزیدهٔ سریال علمی تخیلی (ایان سامرهلدر)
- بازیگر زن برگزیدهٔ سریال علمی تخیلی (کت گراهام)
- شرور برگزیدهٔ تلویزیون (جوزف مورگان)
- صحنه دزد زن (کندیس آکولا)
- صحنه دزد مرد (مایکل تروینو)
- مرد جذاب برگزیده (ایان سامرهلدر)

و ۶ بار برنده!
۵ بار نامزد جایزهٔ برگزیدهٔ مردم در سال ۲۰۱۲ شامل:
- بهترین فانتزی/علمی تخیلی
- بازیگر مرد برگزیده درام (پل ویسلی)
- بازیگر زن برگزیدهٔ درام (نینا دوبرو)
- بازیگر مرد برگزیدهٔ درام (ایان سامر هلدر)
- بهترین سریال تلویزیونی دنبال شونده توسط طرفداران[۱۸]

۸ بار نامزد جایزه، در مراسم جوایز برگزیدهٔ نوجوانان ۲۰۱۳، خاطرات خونآشام شامل:
- سریال برگزیدهٔ تلویزیونی فانتزی/علمی تخیلی
- بازیگر مرد برگزیده سریال علمی تخیلی (پل ویسلی)
- بازیگر زن برگزیدهٔ سریال علمی تخیلی (نینا دوبرو)
- بازیگر مرد برگزیدهٔ سریال علمی تخیلی (ایان سامر هلدر)
- بازیگر زن برگزیدهٔ سریال علمی تخیلی (کت گراهام)
- شرور برگزیدهٔ تلویزیون (جوزف مورگان)
- صحنه دزد زن (کندیس آکولا)
- صحنه دزد مرد (استیون آر. مک‌کوئین).[۱۹][۲۰]

۴ بار نامزد جایزهٔ برگزیدهٔ مردم در سال ۲۰۱۴ شامل:
- بهترین فانتزی/علمی تخیلی
- بهترین بازیگر مرد درام برای ایان سامرهلدر (جایزه برد)
- بهترین بازیگر زن درام برای نینا دوبرو
- صحنهٔ کیمیای محبوب(دیمن سالواتوره و الینا گیلبرت) (جایزه برد)[۲۱]

۶ بار نامزد جایزه، در مراسم جوایز برگزیدهٔ نوجوانان ۲۰۱۴، خاطرات خونآشام شامل:
- سریال برگزیدهٔ فانتزی/علمی تخیلی
- بازیگر مرد سریال برگزیدهٔ علمی تخیلی (پل ویسلی)
- بازیگر مرد سریال برگزیدهٔ علمی تخیلی (ایان سامرهلدر)
- بازیگر زن سریال برگزیدهٔ علمی تخیلی (نینا دوبرو)
- بازیگر زن سریال برگزیدهٔ علمی تخیلی(کت گراهام)
- بازیگر مرد جذاب برگزیده (ایان سامرهلدر)

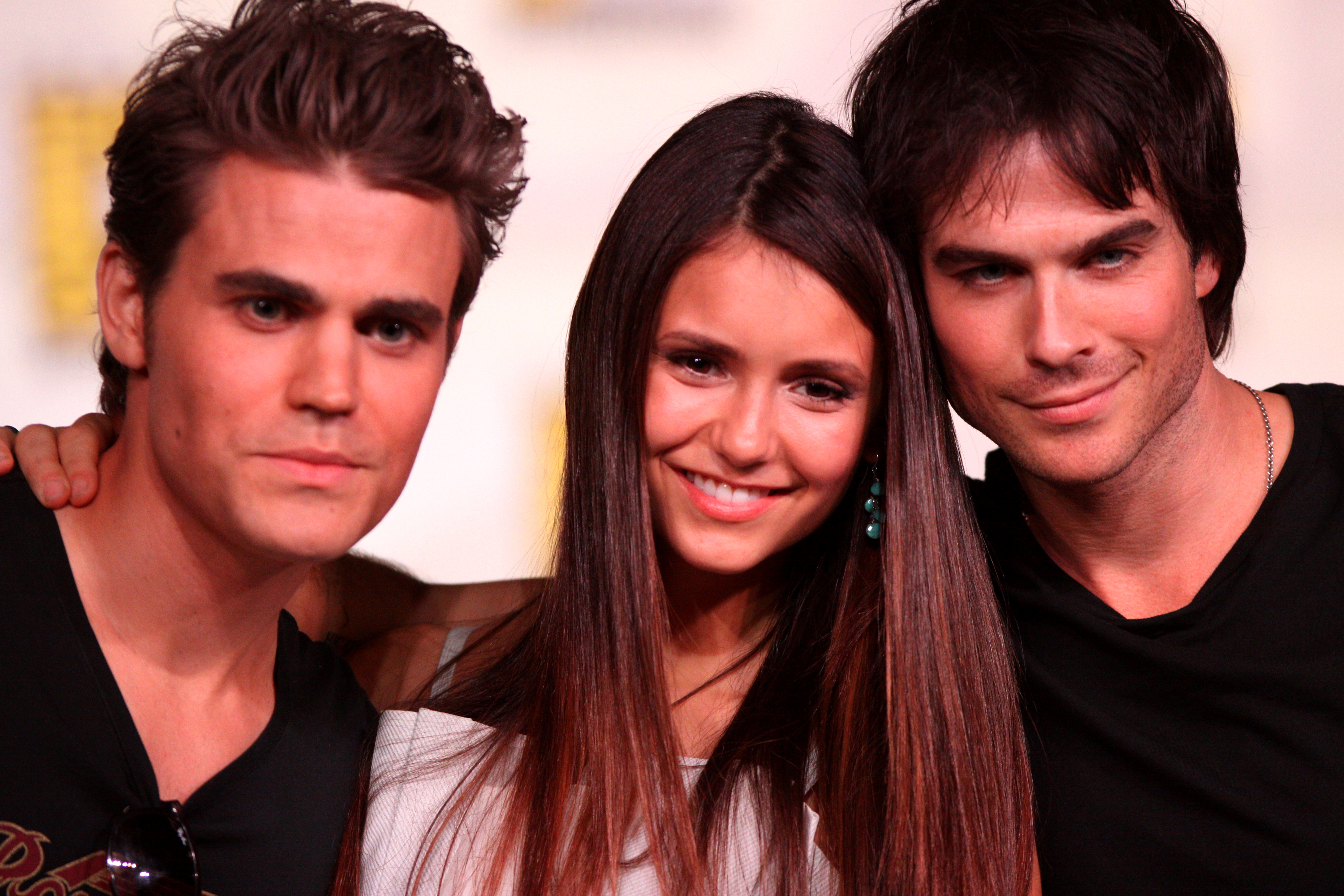

۷ بار نامزد جایزه، در مراسم جوایز برگزیدهٔ نوجوانان ۲۰۱۵، خاطرات خونآشام شامل:
- سریال برگزیدهٔ علمی تخیلی
- بازیگر مرد سریال برگزیدهٔ علمی تخیلی (پل ویسلی)
- بازیگر مرد سریال برگزیدهٔ علمی تخیلی (ایان سامرهلدر)
- صحنه دزد برگزیدهٔ سریال (کت گراهام)
- بازیگر زن سریال برگزیدهٔ علمی تخیلی(نینا دوبرو)
- بازیگر زن سریال برگزیدهٔ علمی تخیلی (کندیس آکولا)
- کیمیای برگزیدهٔ تلویزیون (بانی بنت و دیمن سالواتوره).